# ۷۷۰ بالی

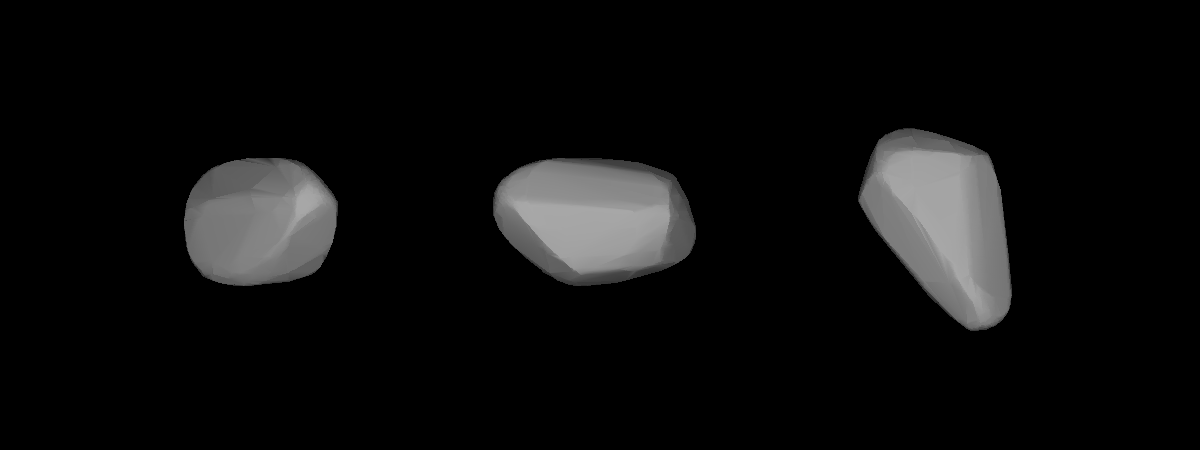
مدل سه‌بُعدی سیارک ۷۷۰ بالی بر اساس منحنی نور آن

سیارک ۷۷۰ (به انگلیسی: 770 Bali، نامگذاری:1913TE) هفتصد و هفتادمین سیارک کشف شده‌است که در ۳۱ اکتبر ۱۹۱۳ و در هایدلبرگ کشف شد.
قدر مطلق سیارک برابر ۱۱٫۱۱ است.